# Ingrid Haringa
Ingrid Haringa née le 11 juillet 1964 à Velsen, est une ancienne patineuse de vitesse et coureuse cycliste néerlandaise. Quadruple championne des Pays-Bas en patinage, elle a ensuite fait carrière dans le cyclisme, notamment sur piste où elle a remporté cinq titres de championne du monde et trois médailles olympiques.

## Biographie
Ingrid Haringa commence sa carrière sportive par le patinage de vitesse. À la fin des années 1980, elle fait partie des meilleures sprinteuses des Pays-Bas. Elle est ainsi quatre fois titrée aux championnats nationaux : en 1987 et 1988 sur 500 mètres et en 1988 et 1989 sur 1000 mètres. Elle représente son pays aux Jeux olympiques d'hiver de 1988 à Calgary. Elle finit quinzième sur 500 mètres et vingt-et-unième sur 1000 mètres. Aux championnats du monde de 1989, elle termine au pied du podium, à la quatrième place. Elle quitte le monde du patinage peu de temps après pour se consacrer au cyclisme.
En 1991, Ingrid Haringa débute aux championnats du monde de cyclisme sur piste. Elle prend part aux épreuves de poursuite individuelle, de course aux points et de vitesse individuelle. Cette première participation est un succès puisqu'elle décroche le titre mondial dans ces deux dernières disciplines. Ces performances lui valent d'être élue sportive néerlandaise de l'année. Les années suivantes, elle sera sacrée championne du monde de la course aux points à trois reprises.
Aux Jeux Olympiques de 1992 à Barcelone, elle décroche la médaille de bronze en vitesse individuelle. Aux Jeux de 1996 à Atlanta elle est médaillée de bronze dans cette même discipline, et médaillée d'argent à la course aux points. Sacrée championne des Pays-Bas dans quatre disciplines cette année-là, elle est à nouveau élue sportive néerlandaise de l'année.
En 1998, elle revient au patinage en tant qu'entraîneuse de l'équipe Spaarselect.

## Palmarès en patinage de vitesse
- Championne de Pays-Bas du 500 mètres en 1987 et 1988
- Championne de Pays-Bas du 1000 mètres en 1988 et 1989

## Palmarès en cyclisme sur piste

### Jeux Olympiques
- 1992 :  Médaillée de bronze de la vitesse individuelle
- 1996 :  Médaillée d'argent de la course aux points
- 1996 :  Médaillée de bronze de la vitesse individuelle

### Championnats du monde
- 1991 :  Championne du monde de la course aux points
- 1991 :  Championne du monde de la vitesse individuelle
- 1992 :  Championne du monde de la course aux points
- 1993 :  Championne du monde de la course aux points
- 1993 : Vice-championne du monde de la vitesse individuelle
- 1994 :  Championne du monde de la course aux points

### Championnats nationaux
- Championne des Pays-Bas de la vitesse individuelle de 1991 à 1997 et en 2001
- Championne des Pays-Bas de la course aux points de 1992 à 1997
- Championne des Pays-Bas du 500 mètres de 1995 à 1997
- Championne des Pays-Bas de la poursuite individuelle en 1996

## Palmarès en cyclisme sur route
- 1990
  - 1re étape et classement final de Paris - Bourges

- 1991
  -  Championne des Pays-Bas du contre-la-montre

- 1992
  - 1re étape et classement final du Theo Koomen Plaquette

- 1993
  - Haak Voorjaarsrace
  - 2e étape du Theo Koomen Plaquette
  - 4e étape et classement final du Omloop van 't Molenheike

- 1994
  - 2e étape du Theo Koomen Plaquette

- 1996
  - Haak Voorjaarsrace
  - Theo Koomen Plaquette

## Distinctions
- Sportive néerlandaise de l'année : 1991 et 1996
- Cycliste néerlandaise de l'année : 1992, 1994 et 1996